# 猿毛城
猿毛城（さるげじょう）は、新潟県上越市柿崎区にあった日本の城。築城主や築城年は定かではない。
戦国時代は上杉家家臣で柿崎城主であった柿崎氏の居城であり、本城である柿崎城より防御面などで戦闘向きな縄張りを施されていることから、政務や居住などの平時の場合は主たる居城である柿崎城を利用し、有事の場合はこの猿毛城を使ったと推測されているが、決定的な資料は見つかっていない。

## 御館の乱
上杉謙信死後の跡目争いである御館の乱において、同一家中による激しい戦闘が行われた悲劇の城である。旧城主である柿崎家の当時の当主であった柿崎晴家は乱勃発当初から上杉景虎を支持。また、上杉景勝から柿崎家復興を約束を受けた旧臣は晴家の子である柿崎憲家を立てて景勝側に付いた。このことにより旧臣が2派に分かれて戦うこととなった。
当時は同族での争いや家臣の分裂は珍しいものではなかったが、両派共にお家復興という大きな名目があったため、破れた側の景虎支持勢が全滅するといった、同種の家中での戦いの中ではかつて無いほどの激しい同士討ちとなった。
勝った憲家は約束どおり柿崎家を復興させ、旧領に復帰した。
城山山頂（本丸跡）には双方の遺体を葬ったとされる塚と祀った祠が残されている。